# ポール・マクレーン
ポール・マクレーン（Paul McCrane, 1961年1月19日 - ）は、アメリカ合衆国ペンシルベニア州フィラデルフィア出身の俳優である。また、テレビシリーズの監督も多く手がけている。

## 来歴
父親は俳優・脚本家。1979年、17歳のときに端役で『ロッキー2』に出演。1980年、『フェーム』に主役の一人として出演し、作中では自身で作詞作曲を手掛けた曲も披露している。その後は主にアメリカのTVドラマで活躍。日本でも『ER緊急救命室』のロバート・ロマノ役を筆頭に、『Xファイル』の第4シーズン第12話「腫瘍」のレナード・ベッツ役、『24 -TWENTY FOUR-』のグラハム・バウアー（主人公ジャック・バウアーの弟）役などで見ることができる。
中でも『ER緊急救命室』においては、第4シーズンからヨーロッパ帰りの敏腕で悪態しかつかない外科医ロバート・ロマノ役としてレギュラー出演し、第10シーズン途中まで出演した。降板エピソードでは、ドクター・ロマノはヘリコプターの墜落事故（ちなみにその前の第9シーズンでは、ヘリコプターのローターに巻き込まれる事故で左腕を切断する重傷を負うというエピソードがあった）の巻き添えにあって死亡したという設定で降板したが、見る者に強烈な印象と存在感を残した。
『ER』とプロデューサーが同じ『サード・ウォッチ』で監督を務めて以後、『ER』や『WITHOUT A TRACE/FBI 失踪者を追え!』などで演出家としても活躍。2006年の短編"Hide & Seek"では脚本・監督を兼任した(前年のロバート・デ・ニーロ、ダコタ・ファニング共演映画とは別作品)。
2011年に『ハリーズ・ロー 裏通り法律事務所』でエミー賞のドラマ・シリーズ部門ゲスト男優賞を受賞した。

## 主な出演作品

### 映画
| 公開年 | 邦題 原題                                          | 役名                       | 備考       |
| ------ | -------------------------------------------------- | -------------------------- | ---------- |
| 1979   | ロッキー2 Rocky II                                 | 若い患者                   |            |
| 1980   | フェーム Fame                                      | モンゴメリー・マクニール   |            |
| 1984   | ホテル・ニューハンプシャー The Hotel New Hampshire | フランク                   |            |
| 1984   | パープル・ハーツ/愛の勲章 Purple Hearts            | ブレナー                   |            |
| 1987   | ロボコップ Robocop                                 | エミール・アントノウスキー |            |
| 1988   | ブロブ/宇宙からの不明物体 The Blob                 | ビル・ブリッグス保安官代理 |            |
| 1989   | 追跡TV スクープを狙え! Money, Power, Murder.       | ビリー・リン               | テレビ映画 |
| 1993   | 愛のポートレイト/旅立ちの季節 The Portrait         | バーテル                   | テレビ映画 |
| 1994   | ショーシャンクの空に The Shawshank Redemption      | トロウト守衛               |            |

### テレビシリーズ
| 放映年    | 邦題 原題                                                    | 役名                       | 備考          |
| --------- | ------------------------------------------------------------ | -------------------------- | ------------- |
| 1993      | ロー&オーダー Law & Order                                    | ジェームズ                 | 1エピソード   |
| 1994-1995 | Under Suspicion                                              | パトリック・クラーク刑事   | 18エピソード  |
| 1996      | シカゴ・ホープ Chicago Hope                                  | ボブ                       | 1エピソード   |
| 1996      | Champs                                                       | ハーブ・バートン           | 12エピソード  |
| 1997      | X-ファイル The X File                                        | レオナルド・モリス・ベッツ | 1エピソード   |
| 1997      | ザ・プラクティス ボストン弁護士ファイル The Practice         | マーティン・パークス       | 2エピソード   |
| 1997-2008 | ER緊急救命室 ER                                              | ロバート・ロマノ           | 126エピソード |
| 1998      | フロム・ジ・アース/人類、月に立つ From the Earth to the Moon | ピート・コンラッド         | ミニシリーズ  |
| 2006-2007 | 24 -TWENTY FOUR- 24                                          | グラハム・バウアー         | 9エピソード   |
| 2008      | アグリー・ベティ Ugly Betty                                  | ウェイツ                   | 1エピソード   |
| 2010      | CSI:科学捜査班 CSI: Crime Scene Investigation                | フィル・カーペンター       | 1エピソード   |
| 2011      | ハリーズ・ロー 裏通り法律事務所 Harry's Law                  | ジョシュ・ペイトン         | 7エピソード   |
| 2013      | Major Crimes 〜重大犯罪課 Major Crimes                       | マーク・エヴァンス捜査官   | 1エピソード   |
| 2022      | ジ・オファー / ゴッドファーザーに賭けた男 The Offer          | ジャック・バラード         | リカーリング  |

## 監督

### テレビシリーズ
| 放映年    | 邦題 原題                                        | 担当 | 備考        |
| --------- | ------------------------------------------------ | ---- | ----------- |
| 2002-2008 | ER緊急救命室 ER                                  | 監督 | 9エピソード |
| 2007      | Dr.HOUSE House M.D                               | 監督 | 1エピソード |
| 2011      | ハリーズ・ロー 裏通り法律事務所 Harry's Law      | 監督 | 1エピソード |
| 2011      | CSI:科学捜査班 CSI: Crime Scene Investigation    | 監督 | 2エピソード |
| 2005-2009 | WITHOUT A TRACE/FBI 失踪者を追え! Witout a Trace | 監督 | 3エピソード |
| 2012      | クローザー The Closer                            | 監督 | 1エピソード |
| 2012,2013 | VEGAS/ベガス Vegas                               | 監督 | 2エピソード |
| 2012,2013 | Major Crimes 〜重大犯罪課 Major Crimes           | 監督 | 2エピソード |